# Plaine de Sibari

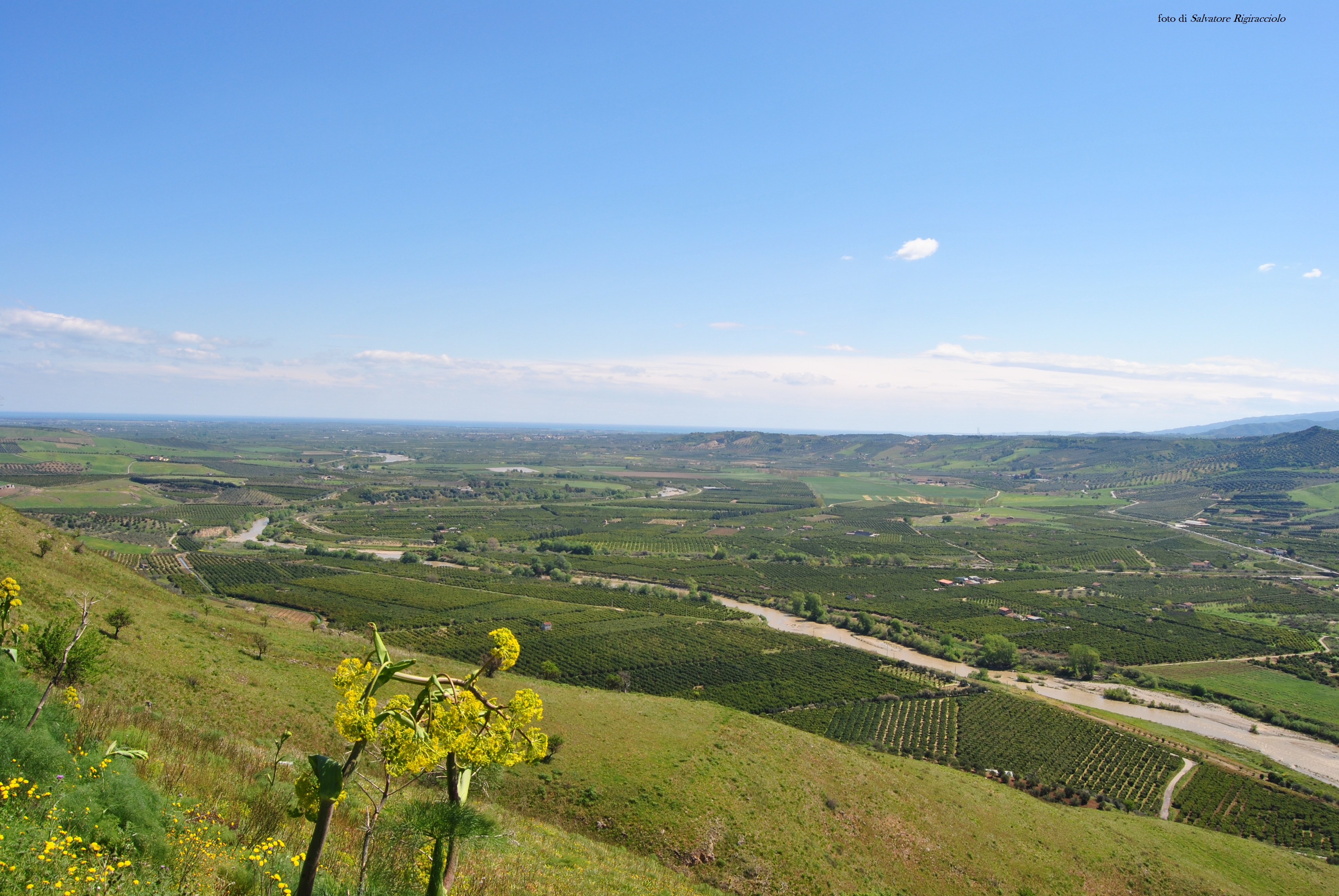
Plaine de Sibari depuis la colline de Terranova da Sibari.

La plaine de Sibari (en italien : Piana di Sibari) est la plaine la plus étendue de la Calabre. Elle tire son nom de la ville de Sibari.

## Géographie
La plaine qui est située sur le versant ionique septentrional de la région est la frontière naturelle entre le massif du Pollino et celui de la Sila. Elle est parcourue centralement par les fleuves Crati et son affluent Coscile qui se jettent dans la mer Ionienne.
La plaine à caractère marécageux a été bonifiée dans les années 1960, provoquant le transfert de la population montagnarde et développant une activité agricole entre autres d' agrumes, oliveraies et rizières, devenant avec le tourisme,la principale ressource économique.
Les communes du territoire sont : Corigliano Calabro, Rossano, Castrovillari, Cassano all'Ionio, Trebisacce, Villapiana, Terranova da Sibari, Cerchiara di Calabria.

## Histoire
Les restes archéologiques attestent que le territoire a été fréquenté par l'homme dès les âges du bronze et du fer par des populations indo-européennes.
Le nom de la plaine provient de Sybaris, une ville et un important centre commercial de la Grande Grèce. Il s'agissait d'une colonie fondée vers 720 av. J.-C. par des Achéens du Péloponnèse.
Sybaris qui était renommée pour sa richesse, le raffinement des vêtements ainsi que le luxe et l'oisiveté de ses habitants a été détruite en 510 av. J.-C. par sa rivale Crotone.

## Liste des communes de la plaine de Sibari
| # | Commune             | Habitants |
| - | ------------------- | --------- |
| 1 | Corigliano Calabro  | 40 330    |
| 2 | Rossano             | 36 876    |
| 3 | Castrovillari       | 22 338    |
| 4 | Cassano all'Ionio   | 17 577    |
| 5 | Trebisacce          | 9 035     |
| 6 | Terranova da Sibari | 5 180     |

## Transports

### Port
- Port de Corigliano (IIe classe) Commerce, tourisme, pêche.